# For One Day
«For One Day» es el segundo sencillo de Evermore, tomado de su álbum debut, Dreams, lanzado en 2004.
La canción fue lanzada el 14 de febrero de 2005 en formato de descarga digital a través de iTunes y en formato de CD sencillo, y fue producida por Barrett Jones y John Alagía.
En Australia, la canción se clasificó # 57 en Triple J Hottest 100 de 2004, y alcanzó el puesto # 25 en el Australian ARIA Singles Chart ese mismo año.

## Lista de canciones
Todas las canciones escritas y compuestas por Evermore. 
| CD sencillo / iTunes EP |                   |          |  |
| N.º                     | Título            | Duración |  |
| 1.                      | «For One Day»     |          |  |
| 2.                      | «At the Source»   |          |  |
| 3.                      | «Hard to Believe» |          |  |
| 4.                      | «Say Goodbye»     |          |  |

## Personal
- Jon Hume - vocales, guitarra
- Peter Hume - vocales, teclados, bajo
- Dann Hume - vocales, batería

## Trivia
Las tres canciones incluidas como B-sides fueron lanzadas también en el DVD incluido con la edición especial de Nueva Zelanda del álbum Dreams.

## Lanzamiento
| Región    | Fecha                 | Sello                           | Formato              | Catálogo   |
| --------- | --------------------- | ------------------------------- | -------------------- | ---------- |
| Australia | 14 de febrero de 2005 | East West Records, Warner Music | CD, Descarga digital | 5046765802 |

## Posición en las listas

### Triple J Hottest 100 (Australia)
| Año  | Lista                | Posición |
| ---- | -------------------- | -------- |
| 2004 | Triple J Hottest 100 | 57       |

### ARIASingle Charts
| Año  | Lista              | Posición |
| ---- | ------------------ | -------- |
| 2004 | ARIA Single Charts | 25       |